# ۶۵۱ (خورشیدی)
۶۵۱ ششصد و پنجاه و یکمین سال هجری خورشیدی است.